# Jaap Kunst

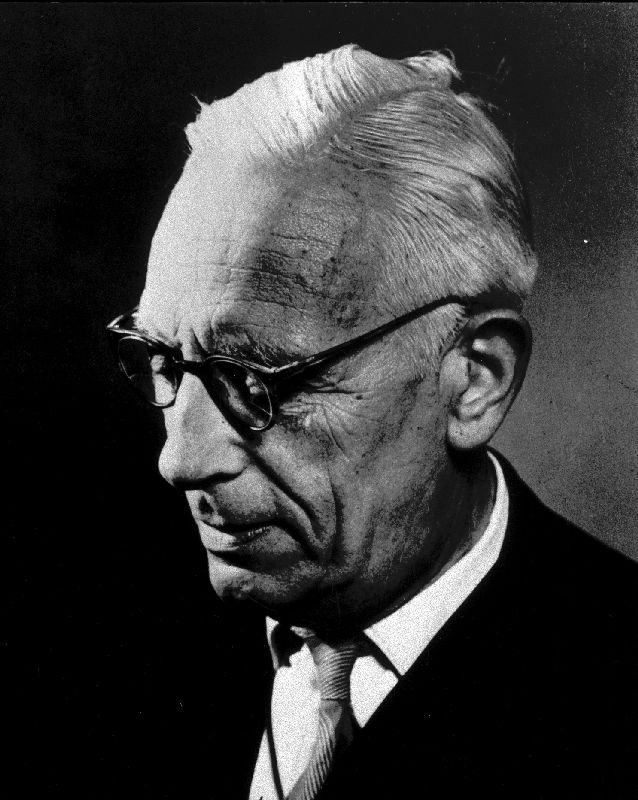
Jaap Kunst

Jakob Kunst (Groningen, 12 augustus 1891 – Amsterdam, 7 december 1960) was een Nederlands etnomusicoloog.
Hij was zoon van Egbertus Diederik Kunst en Geertruida van Houten. Vader (Venlo, 7 mei 1862 - Amersfoort, 23 februari 1944) genoot zijn piano-opleiding aan het Conservatorium in Leipzig van Carl Reinecke en het Conservatorium in Berlijn van Xaver Scharwenka. Hij beleefde een kortstondige loopbaan als solist en werd muziekonderwijzer in Groningen en schreef er als criticus voor het Dagelijksch Nieuws- en Advertentieblad. Moeder was pianiste. Zelf speelde hij niet onverdienstelijk viool in amateur-strijkkwartetten. Hoewel hij met succes een rechtenstudie voltooide, ging zijn hart uit naar de muziek. Door zelfstudie ontwikkelde hij een uitstekend muziekwetenschappelijk inzicht en bouwde hij een grote feitenkennis op.

## Kunst en Louis Couperus
Tijdens zijn studententijd was Kunst bestuurslid van het letterkundige studentengenootschap Dicendo Discimus. Het genootschap nodigde in die hoedanigheid de schrijver Louis Couperus (1863-1923) om een lezing te komen geven in Groningen. Couperus deed dat op 28 mei 1915. Zowel Couperus als Kunst hebben hierover geschreven. Couperus droeg het feuilleton 'Over Groningen en mijzelven' aan de vereniging op. Aan Kunst is het te danken dat hij in zijn verslag van de lezing geprobeerd heeft de muzikaliteit van Couperus' voordracht in notenschrift weer te geven. In 1922 ontmoette het echtpaar Kunst-van Wely opnieuw Couperus; Kunst heeft hier in zijn handgeschreven herinneringen nog van verhaald en mevrouw Kunst verhaalde ervan aan Marijke Stapert-Eggen.

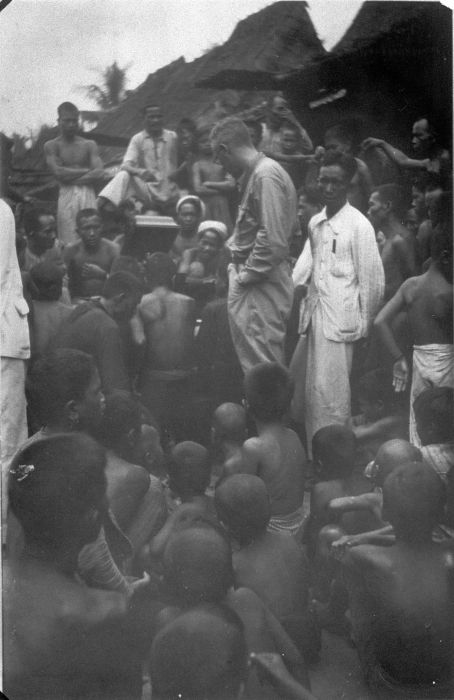
Jaap Kunst maakt opnames in Nias

## Nederlands-Indië
In 1919 vertrok hij met een muziekgezelschap naar Nederlands-Indië, waar een honderdtal avonden zouden worden gevuld met kamermuziek, volksliederen, sprookjes op muziek en voordrachten. Jaap Kunst imiteerde bij de sprookjes de dierengeluiden.
Aan het hof van Paku Alam VII, een vorst uit Jogjakarta, hoorde hij voor het eerst de klanken van de gamelan. De muziek betoverde hem en hij besloot in Indië te blijven. Uit dezelfde tijd dateerden zijn contacten met Mangku Nagara VII, een van de inlandse vorsten van Surakarta. 
Hij ontmoette tijdens zijn verblijf op Java Katy van Wely (1897-1992), de dochter van een assistent-resident, met wie hij in 1921 trouwde. In 1922 werd dochter Sjuwke Kunst geboren, de toekomstig echtgenote van Geurt Brinkgreve.
Kunst aanvaardde een baan in overheidsdienst. In zijn vrije tijd bestudeerde hij de Indonesische muziek. Ambtshalve bereisde hij de hele archipel, tot de kleinste eilanden toe. Hij verzamelde muziekinstrumenten, maakte aantekeningen en op wasrollen nam hij klanken op. Zijn woonhuis in Bandung veranderde in een museum en een musicologisch archief. 
In de jaren dertig werd Kunst museumconservator, eerst in Batavia van het Museum van het Koninklijk Bataviaasch Genootschap, later van het Koloniaal Museum (nu: Wereldmuseum Amsterdam) in Amsterdam, waar de etnomusicologie nu onder de bredere noemer "muziek, dans en theater" nog immer floreert. Nog steeds geldt hierbij het uitgangspunt van Jaap Kunst dat de muziek van volken slechts met vrucht bestudeerd kan worden in samenhang met hun andere cultuuruitingen.

## Amsterdam
Aan de Universiteit van Amsterdam doceerde Kunst sinds 1942 Vergelijkende Muziekwetenschap. Hij was een enthousiasmerend leraar, gaf lezingen door het hele land en publiceerde zowel baanbrekende vakstudies als artikelen in populaire tijdschriften. Vooral bekendheid kreeg hij door zijn wetenschappelijk werk over de Indonesische muziek, in het bijzonder die van Java en Bali. Voor kinderen schreef hij een boekje over de gamelan.
Met de muziekcriticus Wouter Paap vormde hij vanaf 1946 de redactie van het muziektijdschrift Mens en Melodie. In 1958 werd hij lid van de Koninklijke Nederlandse Akademie van Wetenschappen. Een jaar later - Jaap Kunst was inmiddels een internationaal erkende autoriteit op het gebied van de etnische muziek - kreeg hij twee erefuncties: President of the Executive Board of the International Folk Music Council en Honorary President of the American Society for Ethnomusicology.

## Collectie
Behalve zijn talloze geschriften liet hij een omvangrijke verzameling muziekopnamen en instrumenten na. De opnamen op wasrollen zijn sindsdien overgezet op andere geluidsdragers. Het merendeel van de ruim duizend instrumenten is achtergebleven in het museum te Batavia, het huidige Museum Nasional te Jakarta.
Jaap Kunst overleed op 69-jarige leeftijd en werd in besloten kring gecremeerd. In 2018 vernoemde de gemeente Amsterdam een brug naar hem, brug 1926, gelegen in het Oosterpark (gelegen ten zuiden van het Instituut voor de Tropen) werd Jaap Kunstbrug.

## Selecte bibliografie
- De toonkunst van Bali. Weltevreden, 1925.
- A Study on Papuan Music. Weltevreden, 1931.
- Music in Java. Its history, its theory and its technique (2 dl.). The Hague, 1973 [1933].
- Een en ander over de Javaansche wajang. Koninklijke Vereeniging "Koloniaal Instituut", Mededeeling No. LIII. Afd. Volkenkunde No. 16, 1941
- De inheemse muziek en de zending. Mededelingen Koninklijke Vereniging Indisch Instituut LXXII. Amsterdam, 1947
- Het levende lied van Nederland. Amsterdam, 1948 (4e dr.)
- Begdja, het gamelanjongetje. Amsterdam, 1950.
- Terschellinger volksleven. Den Haag, 1950 (3e dr.)
- Sociologische bindingen in de muziek. Amsterdam, 1953.
- Indonesian music and dance; traditional music and its interaction with the West. A compilation of articles (1934-1952) originally published in Dutch, with biographical essays by Ernst Heins, Elisabeth den Otter, Felix van Lamsweerde. Amsterdam: Royal Tropical Institute / Tropenmuseum / University of Amsterdam / Ethnomusicology Centre 'Jaap Kunst', Amsterdam, 1994.

## Over Jaap Kunst
- Heins, Ernst, 'In memoriam Jaap Kunst', in: Kultuurpatronen 2, 1960, p. 1-4
- Hood, Mantle, 'Kunst, Jaap'. The new Grove dictionary of music and musicians, Vol. 10, pp. 307-309. London, MacMillan, 1980.
- Walgraeve, Gustaaf, Etnomusicologie en Jaap Kunst. Sint-Niklaas: Danthe, 1989.
- de Boer, Richard, 'Het onbegrepen déjà-vugevoel van Jaap Kunst', in: Gonzo Circus 58, 2003.
- 'Preface to the First Edition', in: Kunst 1973 [1933]